# Tyresö Royal Crowns
Stade
Maillots
Champion Superserien 
2001
Tyresö Royal Crowns est un club suédois de football américain basé à Tyresö, dans la banlieue de Stockholm. Ce club évolue en Championnat de Suède de football américain.
| Année | Ligue       | Étage | Placement | Résultats (W-D-P) | Points    | Post-season           | Résultats | Points   | Entraîneur         |
| ----- | ----------- | ----- | --------- | ----------------- | --------- | --------------------- | --------- | -------- | ------------------ |
| 2025  | Superserien | 1     | 2         | 6-2               | 214:141   | Perdu en finale       | 1-1       | 33:59    | Noghor Jemide      |
| 2024  | Superserien | 1     | 3         | 5-2               | 240:151   | Perdu en demi-finale  | 1-1       | 63:36    | Noghor Jemide      |
| 2023  | Superserien | 1     | 2         | 4-2               | 170:84    | Perdu en finale       | 1-1       | 62:67    | Noghor Jemide      |
| 2022  | Superserien | 1     | 4         | 1-5               | 115:121   | Perdu en demi-finale  | 0-1       | 22:35    | Carl Haglind       |
| 2021  | Div 1 Nord  | 2     | 1         | 6-0               | 187:12    | Promotion             | 1-0       | 49:6     | Carl Haglind       |
| 2020  | Div 1 Nord  | 2     | 3         | 2-4               | 94:163    | Ne s'est pas qualifié | N/A       | N/A      | Daniel Myrsten     |
| 2019  | Superettan  | 2     | 1         | 4-2               | 154:69    | Perdu en demi-finale  | 1-1       | 47:74    | Marcus Juhlin      |
| 2018  | Div 1 Est   | 2     | 1         | 5-0               | 269:71    | A remporté la div 1   | 3-0       | 141:82   | Leo Billgren       |
| 2017  | Superserien | 1     | 6         | 0-10              | 83:429    | Ne s'est pas qualifié | N/A       | N/A      | Leo Billgren       |
| 2016  | Superserien | 1     | 4         | 5-5               | 262:277   | Perdu en demi-finale  | 0–1       | 21:24    | Andreas Ehrenreich |
| 2015  | Superserien | 1     | 1         | 10-0              | 462:154   | Perdu en demi-finale  | 0–1       | 25:28    | Andreas Ehrenreich |
| 2014  | Superserien | 1     | 2         | 9–1               | 371:134   | Perdu en demi-finale  | 0–1       | 13:19    | Terry Kleinsmith   |
| 2013  | Superserien | 1     | 1         | 9–1               | 349:56    | Perdu en demi-finale  | 0–1       | 21:28    | Terry Kleinsmith   |
| 2012  | Superserien | 1     | 1         | 9–1               | 360:152   | Perdu en finale       | 1–1       | 69:30    | Leo Billgren       |
| 2011  | Superserien | 1     | 2         | 8–2               | 301:140   | Perdu en finale       | 1–1       | 63:38    | Leo Billgren       |
| 2010  | Superserien | 1     | 3         | 5–5               | 275:196   | Perdu en finale       | 1–1       | 45:56    | Leo Billgren       |
| 2009  | Superserien | 1     | 4         | 3–7               | 206:372   | Perdu en demi-finale  | 0–1       | 7:68     | Todd Ferguson      |
| 2008  | Superserien | 1     | 5         | 3–9               | 196:308   | Ne s'est pas qualifié | N/A       | N/A      | Andreas Ehrenreich |
| 2007  | Superserien | 1     | 5         | 0–8               | 100:293   | Ne s'est pas qualifié | N/A       | N/A      | Jan Jenmert        |
| 2006  | Superettan  | 2     | 1         | 10–0              | 537:60    | Promotion             | 1–0       | 35:20    | Jan Jenmert        |
| 2005  | Superettan  | 2     | 3         | 7–2               | 367:159   | N/A                   | N/A       | N/A      | Jan Jenmert        |
| 2004  | Superserien | 1     | 5         | 4–6               | 274:389   | Relégation            | 1–1       | 76:81    | Fred Armstrong     |
| 2003  | Superserien | 1     | 4         | 2–6               | 188:208   | Perdu en demi-finale  | 0–1       | 12:33    | Fred Armstrong     |
| 2002  | Superserien | 1     | 3         | 8–2               | 269:118   | Perdu en demi-finale  | 1–1       | 27:51    | Jan Jenmert        |
| 2001  | Superserien | 1     | 2         | 6–3               | 275:143   | Champions suédois     | 2–2       | 99:122   | Jan Jenmert        |
| 2000  | Superserien | 1     | 3         | 8–4               | 396:225   | Perdu en finale       | 1–1       | 52:62    | Jan Jenmert        |
| 1999  | Superserien | 1     | 6         | 4–6               | 266:270   | Ne s'est pas qualifié | N/A       | N/A      | Jan Jenmert        |
| 1998  | Superserien | 1     | 3         | 7–3               | 288:295   | Perdu en demi-finale  | 0–1       | 9:22     | Thomas Ahlberg     |
| 1997  | Div 1 Nord  | 2     | 1         | 9–0               | 301:71    | Promotion             | 1–0       | 37:12    | Thomas Ahlberg     |
| 1996  | Div 1 Nord  | 2     | ?         | 5–5               | 174:198   | N/A                   | N/A       | N/A      | Thomas Hill        |
| 1995  | Div 2 Est   | 3     | 1         | 7-1-2             | 190:91    | Promotion             | N/A       | N/A      | Thomas Hill        |
| 1994  | Div 2 Est   | 3     | 3         | 5–4               | 156:103   | N/A                   | N/A       | N/A      | Tom Lynch          |
| 1993  | Div 2 Est   | 3     | 6         | 1–5               | 76:100    | N/A                   | N/A       | N/A      | Thomas Hill        |
| 1992  | Div 3 Nord  | 4     | 2         | 4–1               | 100:28    | Promotion             | N/A       | N/A      | Tom Bell           |
| 1991  | Div 3 Nord  | 4     | 5         | 1–4               | 68:151    | N/A                   | N/A       | N/A      | Tom Bell           |
| 31=5  |             |       |           | 200-1-138         | 9325:6969 |                       | 15-20     | 907:1015 |                    |

## Palmarès
- Champion de Suède : 2001
- Vice-champion de Suède : 2025
- Vice-champion de Suède : 2023
- Vice-champion de Suède : 2012
- Vice-champion de Suède : 2011
- Vice-champion de Suède : 2010
- Vice-champion de Suède : 2000